# Caserne Chambière

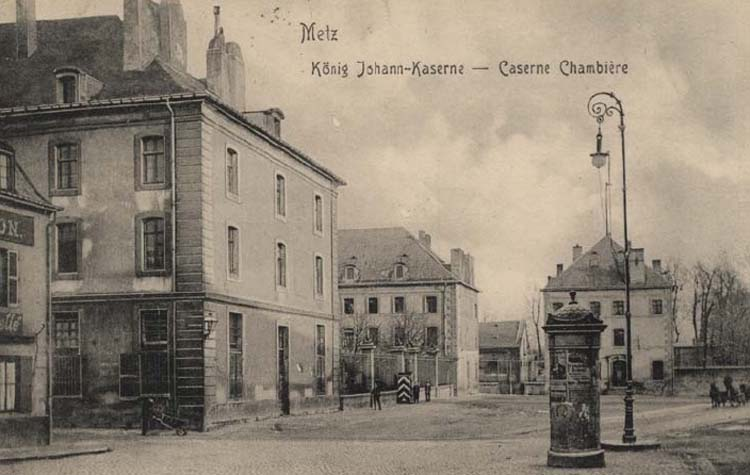
König-Johann-Kaserne / Caserne Chambière. Rechts der Weg zum Diedenhofener Tor.

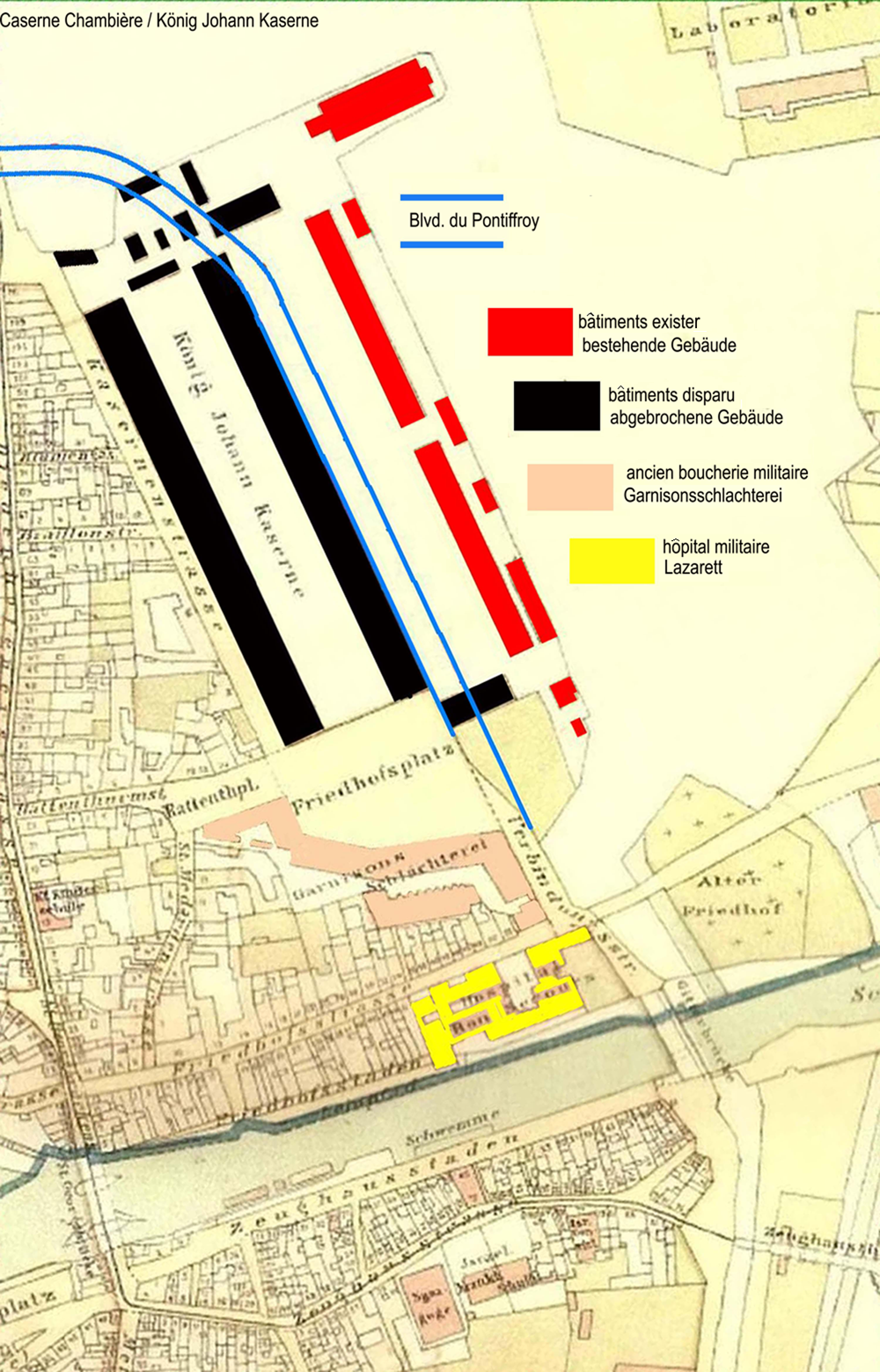
Plan der Kaserne nach preußischen Garnisonsunterlagen mit der heutigen Situation.

Die Caserne Chambière, auch: Caserne Saint-Jean (während der deutschen Nutzung: König-Johann-Kaserne), war eine Kaserne auf der Île Chambière nordöstlich des Stadtzentrums von Metz, die im 18. Jahrhundert als Kavalleriekaserne errichtet wurde.

## Historisches
König Ludwig XIV. erkannte die strategische Wichtigkeit der kleinen Stadt Metz und beauftragte seinen Festungsbaumeister Vauban, die Möglichkeit zum Bau einer Festung zu prüfen. Vaubans Besuch im Jahre 1675 veranlasste ihn zu folgendem Ausspruch:

« Les autres places du royaume couvrent la province, Metz couvre l’État »

„Die anderen Plätze des Königreichs schützen die Provinz – Metz schützt den Staat“

Mit der Ausführung seiner Pläne wurde 1676 begonnen, die dann von seinem Schüler Louis de Cormontaigne, Maréchal de camp und Direktor der Festungen, zwischen 1728 und 1749 vollendet wurden. Um die Festung Metz mit Truppen belegen zu können, war der Bau von Kasernen unumgänglich geworden. Der Bischof von Metz Henri-Charles de Coislin beschloss daraufhin, zwei Kasernen errichten zu lassen, um die, die durch zunächst erfolgten Einquartierungen bestehenden Beschwerlichkeiten der Bürger von Metz zu mildern.

## Bau und Lage
Die Caserne Chambière wurde zwischen den Jahren 1730 bis 1736 auf dem sogenannten Todesfeld von Chambière gebaut. Der Name Todesfeld leitete sich davon ab, dass sich hier bis zum 15. Jahrhundert das Haus de la Cour-aux-Gelines befunden hatte, in dem Opfer der Pest aufgenommen und versorgt wurden.
Zum Zeitpunkt als der Bau erfolgte, befand sich hier ein Waffenplatz hinter zwei Bastionen der Stadtumwallung zwischen der Port Pontiffroy und der Mosel. Das freie Gelände zum Wall hin wurde „Place Chambiére“ die nachmalige Kasernenstraße „Rue des Fumiers“ genannt.
Die Kasernenbauten bestanden in der Hauptsache aus zwei über zweihundert Meter langen, parallel liegenden Blocks, die sowohl zur Aufnahme für Infanterie als auch für Kavallerie eingerichtet waren. Fortschrittlich für die damalige Zeit war der Einbau eines ausreichenden Belüftungssystems in den Etagen. Sie lagen längs der Kasernenstraße (Rue de la caserne). Heute führt der Boulevard du Pontiffroy von der Pont des Grilles (Gitterbrücke) längs durch das ehemalige Kasernengelände zur Port Pontiffroy (Diedenhofener Tor) das an dieser Stelle durch die Stadtumwallung führte.
Auf einem parallel zu den Zwillingsbauten liegenden Areal wurden von der deutschen Militärverwaltung dann noch weitere Gebäude errichtet die heute Caserne Séré-de-Rivières heißen und die zusammen mit der Caserne Thomassin einen geschlossenen Komplex bilden.

## Nutzung
Nachdem Elsass-Lothringen nach dem Deutsch-Französischen Krieg an Deutschland gefallen war, wurden unverzüglich Truppen nach Metz verlegt. Die nunmehr nach „König Johann“ genannte „Caserne Chambrière“ wurde vom größten Teil des kgl. bay. 8. Infanterieregiments genutzt, das mit seinen Ersatztruppenteilen bis 1918 dort verblieb. Im Jahre 1919 fiel die Liegenschaft zurück an Frankreich und erhielt ihren ursprünglichen Namen wieder.
Im Jahre 1946 wurden dem Stadtrat von Metz vom französischen Staat die Caserne Chambrière, das Quartier de cavalerie du Fort Moselle (Kavallerie-Moselkaserne), die Caserne d’infanterie du Fort Moselle (Infanterie-Moselkaserne), die Caserne Féraudy (Kaserne am Deutschen Tor), das Hôpital militaire de Krien (das ehemalige Militärlazarett auf dem Fort Mosel), das Prison militaire (Militärgefängnis) und die Kirche Saint-Pierre-aux-Nonnains de Metz zur Konversion angeboten und von diesem angenommen. Die beiden Unterkunftsblocks wurden abgebrochen und mit Wohnhäusern überbaut, lediglich die beiden Hauptportale sind erhalten und befinden sich seit dem 24. Oktober 1929 auf der Liste der historischen Baudenkmäler Frankreichs. Die Stallungen, Remisen und sonstigen Gebäude die heute von dem (damals noch nicht existierenden) Boulevard du Pontiffroy vom Unterkunftsareal getrennt werden, sind noch vorhanden und werden weiterhin militärisch genutzt.